# The Elder Scrolls Construction Set
The Elder Scrolls Construction Set — объединенный общей программной оболочкой набор всевозможных инструментов (редактор или, иначе, конструктор) для создания модификаций к играм серии The Elder Scrolls.

## Общая информация
Мир в играх TES3/TES4 реализуется в виде набора ячеек (англ. cell), в которых расположены объекты. Также есть система магии, скриптовая система и игровые установки.

### Ячейки
Ячейка (также называемая иногда 'клеткой') представляет собой квадратную область пространства со стороной в 116,3 метра (8192 игровые единицы). Максимальная высота также ограничивается этим числом (уровень воды обычно равен нулю, что определяет глубину). Ячейки делятся на внутренние и внешние.

#### Внутренние ячейки
Внутренние ячейки описывают замкнутые области пространства, такие как помещения домов или подземелья.
На территории этих ячеек не действуют погодные условия, не отрисовывается небо и отсутствует естественное освещение. Так как ориентация таких ячеек не задается изначально, они обязаны содержать специальный маркер, указывающий направление на север.
Каждая внутренняя ячейка, помимо названия, отображаемого в игре, должна иметь свой собственный уникальный идентификационный код (ID).

#### Внешние ячейки
Внешние ячейки представляют собой большую часть пространства, именно из них моделируют поверхность игрового мира.
Несколько ячеек можно объединить в регион, подчёркивая тем самым их схожесть (также это влияет на некоторые параметры). Когда игрок находится на территории внешней ячейки, отрисовывается небо, рассчитывается освещение, погода, ветер, осадки и т. п.
Идентификатор внешней ячейки состоит из названия региона, к которому она относится, а также её координат. Координаты определяют смещение ячейки относительно «условного центра» (в TES3 это место находится несколько южнее Красной Горы).

### Объекты
Ячейки могут быть наполнены различными строениями, предметами, NPC и креатурами (англ. creatures, создания), они же «монстры». Технически, игрок представляет собой NPC с идентификатором «Player» (по данным TES CS для TES3). Некоторые объекты (объекты категорий Lights (освещение: свечи, фонари, факелы), Miscellanious, Armor, Cloths, Weapons, Alchemy, Ingredients) могут перетаскиваться в специальное окошко, символизирующее т. н. «инвентарь» (инвентарь есть только у объектов класса NPC (неигровые персонажи, актеры) и Container (контейнеры: объекты, содержащие внутри себя различные предметы)). Объекты из категории Body Parts используются для создания графики к другим объектам (например для брони или для текстур персонажей игры).

### Магия
Движок игры содержит обширный набор магических эффектов, но изменять этот набор нельзя.
Можно создавать из них разнообразные заклинания, которые потом смогут применяться  как NPC, так и игроком. Также есть возможность зачаровывать предметы и ставить ловушки. NPC, обладающий зачарованным предметом, может использовать его заклинания. Если установлена ловушка, заклинание срабатывает один раз при попытке NPC взаимодействовать с объектом.
В TES CS для игры Morrowind также возможно изменить иконку заклинания, и его шлейф, остающийся при сотворении заклинания.

### Скрипты, глобальные переменные и диалоги
В движок  встроен интерпретатор скриптового языка. Это позволяет динамически оказывать некоторое воздействие на мир, хотя возможности и ограничены.
В играх определён достаточно большой набор глобальных переменных, хранящих различные параметры. Можно создавать свои и/или изменять текущие глобальные переменные.
Диалоги позволяют определить общение NPC с игроком. Вместе со скриптами являются основным средством создания различных квестов. Технически представляют собой набор тем с описанием фраз и ответов на них.

### Игровые установки
Существуют как строчные установки, так и с числовым значением.
Строчные игровые установки определяют названия месяцев, содержание различных меню (меню торговли, меню инвентаря, например), содержание различных внутриигровых сообщений.
Установки с числовым значением влияют на такие параметры, как, например, скорость полета стрел, заклинаний, влияние навыков на определенные действия, дальность атаки оружием ближнего боя и т.п.

## TES3 Construction Set
PC-версия The Elder Scrolls III: Morrowind включала в себя дополнительный диск с набором инструментов для модификации игры. На этом диске, кроме самого TES3 CS (он также имелся и на диске с игрой), располагались частично распакованные ресурсы файла Morrowind.bsa — текстуры, полигональные модели и значки.
Официальная русская версия не содержала этой дополнительной информации, но CS по-прежнему располагался на диске с игрой (хотя сам, включая файл справки, был на английском языке). При самостоятельной установке его обязательно устанавливать в один каталог с игрой.

### Версии
Версии набора инструментов разработчика прямо соответствуют версиям игры.
- 1.0 — поставлялась изначально
- 1.1.0605 (2002) — становилась при обновлении игры до версии 1.1
- 1.2.0722 (июль 2002) — поставлялась изначально с русской версией игры или становилась после обновления игры до версии 1.2
- 1.2.0813 (февраль 2003) — становилась при обновлении французской версии игры до 1.2
- 1.3.1029 — становилась после установки официального аддона The Elder Scrolls III: Tribunal
- 1.4.1313 (февраль 2003) — становилась после установки официального аддона The Elder Scrolls III: Tribunal и обновления его до версии 1.4
- 1.6.1820 (июль 2003) — становилась после установки русской версии официального аддона The Elder Scrolls III: Bloodmoon или после установки его английской версии и обновления до версии 1.6.1820

### Русская версия
Официальное русское издание TES3 содержало ошибку, в результате которой CS портил диалоги в плагинах. Решение проблемы было вскоре найдено сторонними разработчиками.

### TES3: Tribunal
Установка этого дополнения исправляет некоторые ошибки в оригинальной игре, обновляя её версию до 1.3.
Также существует патч до версии 1.4.
Из новшеств (в основном скриптовых) можно отметить:
- возможность создавать компаньонов игроку. Компаньон будет следовать за игроком и всячески помогать ему (перенос вещей, сражения);
- возможность в скрипте определить, бежит игрок, прыгает или прячется;
- изменение масштаба объектов из скриптов;
- получение текущего уровня воды и его изменение (только во внутренних ячейках);
- включение/отключение возможности левитации;
- возможность динамически добавлять в мир объекты;
- возможность получать информацию об экипировке NPC;
- можно заставить NPC всегда бежать, прыгать или скрываться;
- определять соприкосновения NPC (а не только игрока) с объектом;
- изменение «уровневых списков» — зависимости некоторых объектов/креатур от текущего уровня игрока.

### TES3: BloodMoon
Установка второго официального дополнения обновляет игру до версии 1.6. Оно включает в себя все изменения Tribunal, кроме того добавляя несколько новых возможностей (в основном в скриптах):
- можно определить, что игрок путешествует или находится в тюрьме;
- можно помещать предметы рядом с объектом (до этого — только рядом с игроком);
- изменение цвета Секунды (меньшая из лун Нирна) с белого на красный и обратно;
- функции и параметры, связанные с оборотнями.

### MSFD
В комплекте с TES3 CS идёт руководство по использованию. Там описывается пара примеров — создание подземелья, редактирование внешних ячеек и немного информации по скриптам.
Но, так как эта информация очень скудна, один из фанатов игры — 'GhanBuriGhan' стал собирать недостающие сведения для выпуска полного описания скриптовой системы TES3. Этот документ получил название «Скрипты Морровинда для Чайников» (англ. Morrowind Scripting for Dummies, MSFD). Последней версией, которую выпустил 'GhanBuriGhan', стала восьмая редакция, объёмом около двух сотен страниц, однако с разрешения автора эстафету подхватили другие фанаты - Yacoby и Melian. Их усилиями появилась девятая редакция, которая доступна на сайте Tamriel Rebuilt. О русской версии данного документа пока ничего неизвестно.

## TES4 Construction Set
Одновременно с выпуском The Elder Scrolls IV: Oblivion, был выпущен и Construction Set для него. В отличие от прошлой версии, он не распространялся вместе с игрой, а был предложен для свободного скачивания всем желающим.
Изменения, которые претерпел игровой движок, отразились и на CS. Также появилась поддержка используемых игрой сторонних технологий, таких как физический движок Havok, система лиц FaceGen и технология SpeedTree.

### Версии
- 1.0.303 — изначальная версия, доступная на момент выхода игры
- 1.2 — версия, выпущенная к The Elder Scrolls IV: Shivering Isles и Oblivion, обновлённого до 1.2

## TES5 Creation Kit
В пятой части под названием Skyrim также есть игровой редактор (также фанаты серии игр Fallout нашли способ редактировать с помощью этого редактора Fallout 4), носящий название Creation Kit, в честь нового движка Creation Engine. Вышла 8 февраля 2012 года. CK использует новую систему инициализации новых объектов и скриптов, а также имеет новый, отличный от двух других редакторов интерфейс. Специально для сбалансированности системы скриптов Bethesda встроила в скриптинг возможность одному скрипту использовать параметры другого, однако учитывая общую неоптимизированность всех скриптов, скорость в игре падала при использовании слабого, или одноядерного процессора. Но опытные фанаты уже поняли суть и переписали все функции, заставив процессор тратить меньше своих ресурсов на игру.